# Alte Neu-Praga-Synagoge (Warschau)
Die  Alte Neu-Praga-Synagoge von Warschau war die Synagoge des Warschauer Stadtbezirks Nowa Praga (dt. Neu Praga), der zu Praga-Północ (dt. Praga-Nord) gehört.

## Geschichte

Die Neu-Praga-Synagoge befand sich im Warschauer Stadtbezirk Nowa Praga.

Am Anfang gab es in Warschau ausschließlich eine jüdische Vorstadtgemeinde, die in der Warschauer Vorstadt Praga lebte. Praga ist seit dem 18. Jahrhundert ein Warschauer Stadtbezirk und wurde 1945 in Praga-Północ und in Praga-Południe gegliedert.
Die alte Neu-Praga-Synagoge befand sich an der Bródnowska-Straße 8 in Warschau. Sie wurde in der 2. Hälfte des 19. Jahrhunderts erbaut, wobei der Bau nur 20 Gemeindemitgliedern Platz bot. Der Bau wurde von Ksawer Konopacki finanziert. Im Jahr 1900 wurde an ihrer Stelle die neue Neu-Praga-Synagoge erbaut.
Koordinaten: 52° 15′ 51,8″ N, 21° 2′ 25,7″ O